# 小牧市立小牧西中学校
小牧市立小牧西中学校（こまきしりつ こまきにしちゅうがっこう）は、愛知県小牧市にある市立中学校。

## 概要
「西中（にしちゅう）」と呼ばれる。2008年（平成20年）には、創立25周年を記念して式典が行われた。

## 部活動
運動部
- 軟式野球部
- バスケットボール部
- バレーボール部
- ソフトテニス部
- 卓球部

文化部
- 吹奏楽部
- 家庭部
- コンピューター・創作部

## 周辺
- 矢戸川
- 中京テレビハウジング小牧 チュウキョ〜くんタウン(2021年9月開業)
- 小牧市立三ツ渕保育園
- 小牧市立三ツ渕小学校